# EHC Troisdorf
Der EHC Troisdorf (offiziell: Eishockey Club Troisdorf e. V.) ist ein Eishockeyverein aus Troisdorf im Rhein-Sieg-Kreis, der in der Tradition der Eishockeyvereine aus Hennef – dem 1. Hennefer EC Bonn und dem Hennefer EC Rhein-Sieg – steht und sich den Beinamen Dynamite gegeben hat. Dieser Beiname wurde gewählt, da die Stadt Troisdorf durch verschiedene Unternehmen, welche Sprengstoffe herstellten, groß geworden ist. Er hat aber nicht direkt etwas mit der in Troisdorf ansässigen Dynamit Nobel zu tun.

## Geschichte
Von 1981 bis 1982 wurde in Hennef eine Eishalle mit einer Zeltdachkonstruktion errichtet. Daraufhin wurde im Jahr 1983 der 1. Hennefer EC Bonn gegründet. Neben der Seniorenmannschaft unterhielt der Verein auch eine Damenmannschaft, die im Jahr 1985 den Spielbetrieb aufnahm. In der Saison 1986/87 gelang es dem noch jungen Verein, sich für die Regionalliga West zu qualifizieren. Allerdings wurde dies nicht sportlich, sondern im Nachhinein am grünen Tisch entschieden. In den nächsten vier Jahren konnte sich der EC Bonn stetig verbessern und erreichte zum Ende der Saison 1991/92 schließlich die Qualifikation zur Oberliga.
Die Damenmannschaft spielte zur Spielzeit 1990/91 in der Bundesliga-Nord. Im Sommer 1991 folgte dann der Umzug der ersten Mannschaft zwecks Spielaustragung nach Troisdorf. Nur zwei Jahre später, nach der Saison 1992/93, musste der 1. Hennefer EC dann Konkurs anmelden und anschließend den Spielbetrieb einstellen.
Noch im gleichen Jahr wurde der Nachfolgeverein, der Hennefer EC Rhein-Sieg, gegründet. Mit dieser Gründung, war auch die Rückkehr der Heimspiele der 1. Mannschaft nach Hennef verbunden. Gleich in seiner ersten Saison, 1994/95, durfte der Verein in der damals dritthöchsten deutschen Liga, der 2. Liga, starten. Die ebenfalls neu gegründete (altes Team) Damenmannschaft, war zunächst in der Landesliga West aktiv. Nachdem die Frauenmannschaft 1994/95 eine erfolgreiche Hauptrunde gespielt hatte und sich anschließend für die Aufstiegsrunde zur Fraueneishockey-Bundesliga qualifiziert hatte, wurde der Spielbetrieb im Sommer 1995 eingestellt. Bis zu diesem Zeitpunkt wurden vier Spielerinnen in die Frauen-Nationalmannschaft berufen – Siegrid Buchener, Ingke Schumacher, Monika Zils und Ellen Lamers.
Die erste Seniorenmannschaft spielte ab der Spielzeit 1999/00 in der Landesliga NRW. Nach der Saison 2002/2003 wurde die Eissporthalle Hennef geschlossen und letzten Endes abgerissen. Es folgte ein kompletter Umzug des Vereins nach Troisdorf. Dort übernahm eine GmbH die Karthalle Troisdorf und baute sie in eine Eishalle um. Dies war anschließend die neue Spielstätte des Hennefer EC Rhein-Sieg, der daraufhin in den heutigen EHC Troisdorf umbenannt wurde. Die erste Saison des EHC Troisdorf verlief sportlich erfolgreich, so schaffte der Klub den Aufstieg in die Regionalliga-NRW.
Die erfolgreichste Saison war die Spielzeit 2006/07, als sich das Team mit einem fünften Platz für die Aufstiegsrunde zur Oberliga qualifizieren konnte. In der Saison 2009/10 nahm der EHC Troisdorf erneut an der viertklassigen Regionalliga-NRW teil. Die Hauptrunde wurde auf Platz zehn beendet. Im anschließenden Regionalliga-Pokal konnte der erste Platz und damit der Titelgewinn gesichert werden.
In der Saison 2010/11 spielt das Herrenteam erneut in der Regionalliga West. Durch Auflösung der 1. Mannschaft im Sommer 2011 meldete der Verein für die kommende Saison 2011/12 eine Mannschaft in der NRW-Liga, die aus Spielern der ehemaligen zweiten Mannschaft besteht.
Dieses Team konnte in der Saison 2012/2013 den NRW-Pokal für sich gewinnen.

## Spielstätte
Ihre Heimspiele tragen die Mannschaften des EHC Troisdorf im ICEDOME Troisdorf am Rottersee in Troisdorf aus. Die im Jahre 2003 umgebaute Halle bietet Platz für ca. 1.500 Zuschauer. Der Betreiber des ICEDOME's ist die Ice Age Sport & Event GmbH, Troisdorf.